# Sainte-Anne (Doubs)
 Sainte-Anne  es una población y comuna francesa, en la región de Franco Condado, departamento de Doubs, en el distrito de Besançon y cantón de Amancey.

## Historia
Fortificación del español Franco Condado de Borgoña, fue tomada el 10 de julio de 1674, la última que resistió a la conquista francesa.

## Demografía
| 64 | 65 | 51 | 36 | 37 | 29 |
| Para los censos de 1962 a 1999 la población legal corresponde a la población sin duplicidades (Fuente: INSEE [Consultar]) |    |    |    |    |    |